# 大沢寅次郎

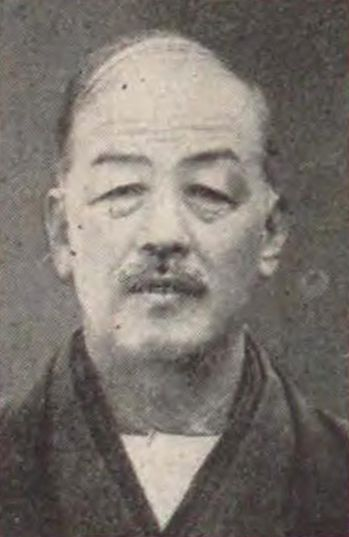
大沢寅次郎

大沢 寅次郎（大澤、おおさわ とらじろう、1866年1月3日（慶応元年11月17日）- 1953年（昭和28年）10月12日）は、日本の実業家、政治家。衆議院議員、埼玉県秩父郡白鳥村長。

## 経歴
武蔵国秩父郡岩田村（のち埼玉県秩父郡白鳥村、現:秩父郡長瀞町）で、大沢久三郎の長男として生まれる。和漢学を修め、製糸業を営む。
1892年、白鳥村会議員に選出され1942年まで在任。その他、白鳥村長、秩父郡会議員、埼玉県会議員、秩父郡教育会評議員を務めた。1928年2月、第16回衆議院議員総選挙で埼玉県第二区から立憲政友会所属で出馬して当選し、衆議院議員を一期務めた。
実業界では、群馬県製糸組合連合会碓氷社理事、大日本蚕糸会評議員、埼玉県蚕業試験場協議員、製糸組合大滝組組長、大日本生糸販売組合連合会理事などを務め、埼玉県組合製糸の発展に尽力した。